# Rhamphomyia horitropha
Rhamphomyia horitropha är en tvåvingeart som beskrevs av Bartak 2002. Rhamphomyia horitropha ingår i släktet Rhamphomyia och familjen dansflugor.
Artens utbredningsområde är Yukon. Inga underarter finns listade i Catalogue of Life.